# Peter Maxwell Davies
Peter Maxwell Davies (født 8. september 1934 i Salford Manchester, død 14. marts 2016 på Orkneyøerne, Skotland) var en engelsk komponist og dirigent. Davies studerede på Manchester University og studerede derefter videre i 1973 på Royal Northern College of Music. Her mødte han de fem komponister Harrison Birtwistle, Alexander Goehr, Elgar Howarth og John Ogdon, med hvem han dannede The New Manchester Group, som dedikerede sig til nutidig avantgardemusik. I 1971 flyttede Davies til Orkneyøerne i det nordlige Skotland, først Hoy, så Sanday, hvor han levede med sin partner Colin Parkinson. Han modtog en del priser og doktorgrader og var "Master of the Queen's Music". Han komponerede musik i alle genrer, bl.a. 12 symfonier og diverse operaer og koncerter for f.eks. trompet og violin.
Men hans mest kendte værk er "Eight songs for a mad king" fra 1968, som var en stor fornyelse i den klassiske teatermusiks regi.

## Udvalgte værker
- Symfoni (1962) - for orkester
- Symfoni nr. 1 (1973–1976) - for orkester
- Symfoni nr. 2 (1980) - for orkester
- Symfoni nr. 3 (1984) - for orkester
- Symfoni nr. 4 (1989) - for orkester
- Symfoni nr. 5 (1994) - for orkester
- Symfoni nr. 6 (1996) - for orkester
- Symfoni nr. 7 (2000) - for orkester
- Symfoni nr. 8 "Antarktis" (2001) - for orkester
- Symfoni nr. 9 (2012) - for orkester
- Symfoni nr. 10 "På jagt efter Borromini" (2013) - for orkester
- Symfoni "Akademisk" (1983) - for kammerorkester
- 1. og 2. "Taverner Fantasia" (1962, 1964) - for orkester
- "Otte sange for en gal konge" (1968) - for sanger, fortæller, skuespiller og kammerensemble
- "Missa Super l'homme armé" (1968-1971) - for mandlig eller kvindelig højttaler eller sanger eller ensemble
- "Fytårnet" (1979) - opera
- 2 Violinkoncerter (1985-1986, 2009) - for violin og orkester
- "Et bryllup på Orkney øerne med solopgang" (1985) - for orkester
- "Sort pinse" (1979) - for mezzosopran, baryton og orkester)
- "En magi for den grønne coru" (1993) - for violin og orkester
- Trompetkoncert (1988) - for trompet og orkester